# 히가시카시와자키역
히가시카시와자키역(일본어: 東柏崎駅)은 일본 니가타현 가시와자키시에 위치한 동일본 여객철도 에치고선의 철도역이다. 상대식 승강장 2면 2선의 구조를 갖춘 지상역이다.

## 이용 현황
| 승차 인원 추이 | 승차 인원 추이 |
| 연도           | 1일 평균       |
| -------------- | -------------- |
| 2005           | 148            |
| 2006           | 151            |
| 2007           | 124            |
| 2008           | 134            |
| 2009           | 131            |
| 2010           | 120            |

## 역 주변
- 하모리 신사

## 역사
- 1912년 11월 11일 : 에치고 철도의 히스미역으로서 개업.
- 1927년 10월 1일 : 에치고 철도가 국유화. 국철 에치고선이 됨.
- 1953년 : 현 역사 준공.
- 1969년 10월 1일 : 히가시카시와자키역으로 개칭.
- 1973년 12월 1일 : 화물 취급 폐지.
- 1987년 4월 1일 : 일본국유철도 분할 민영화에 의해, 동일본 여객철도가 승계.

## 인접 역
| 동일본 여객철도 에치고선   | 동일본 여객철도 에치고선 | 동일본 여객철도 에치고선 |
| -------------------------- | ------------------------ | ------------------------ |
| 가시와자키 가시와자키 방면 | ■ 에치고선               | 니시나카도리 니가타 방면 |